# パルナス製菓
パルナス製菓株式会社（パルナスせいか）は、かつて近畿地方を中心に洋菓子製造・販売を行っていた食品メーカー。本社は大阪市北区で、後に大阪府豊中市上津島2丁目に移転した。
2000年（平成12年）に事業を停止し、2002年（平成14年）に企業清算して解散した。
本項目ではパルナス製菓から独立した喫茶・製パン店「モンパルナス」についても触れる。

## 概要

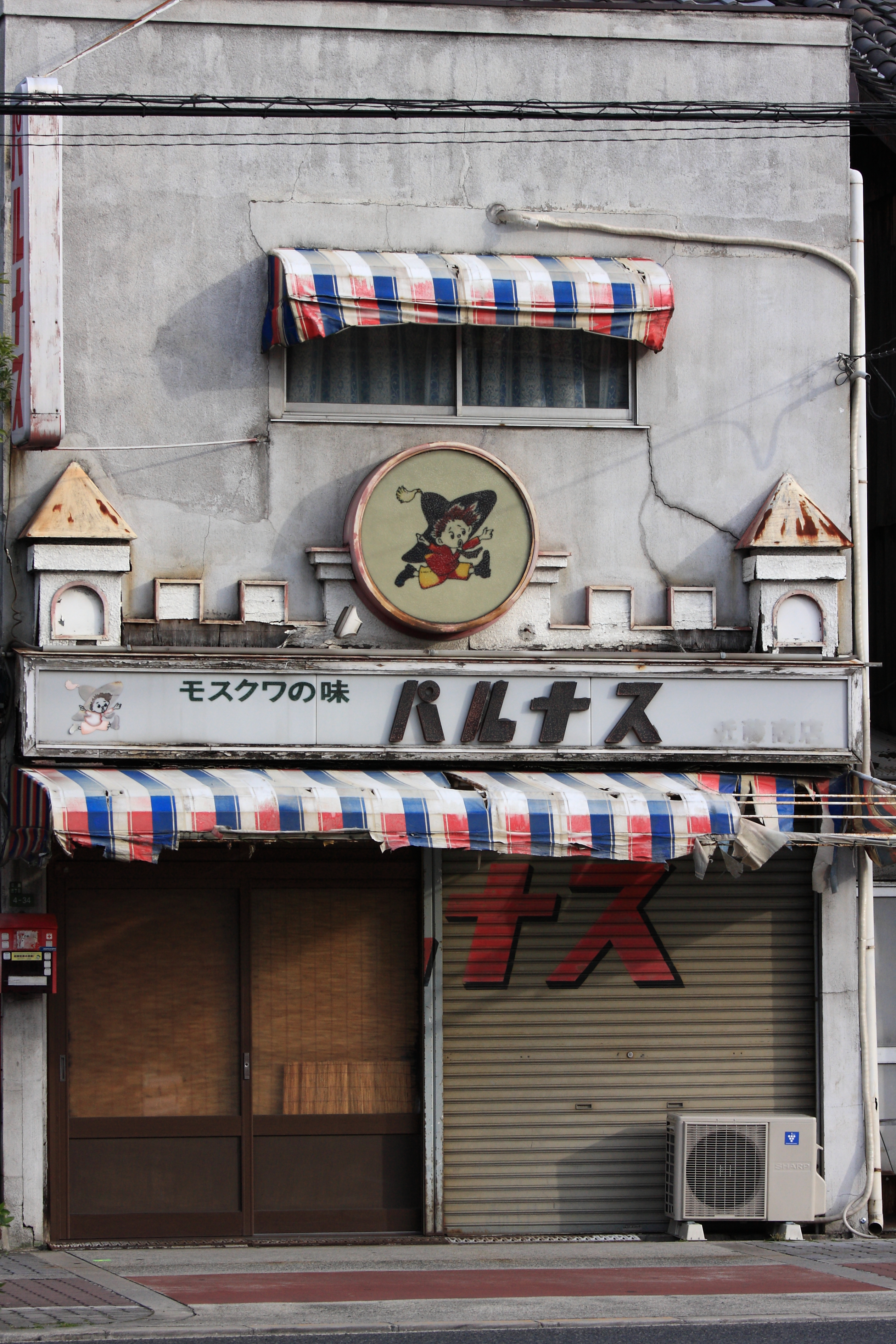
現存する旧パルナス特約店跡。円形の内照式看板に描かれているのが『ネズナイカの冒険』主人公がモデルとなったマスコット・キャラクター「パルちゃん」（2011年撮影、大阪市生野区）

兵庫県加西市出身の古角（）松夫（1923年 - 2004年）が1947年（昭和22年）に神戸市で創業し、後に大阪府に移転した。1952年に株式会社化。ロシア風ケーキや「クレーモフ」（ロシア風シュークリーム）などの菓子、「パルピロ」（ピロシキ）といったロシア風調理パンを製造・販売した。最盛期の従業員は500人あまりで、兵庫県や大阪府を中心に、近畿地方に200店以上の直営店と特約店を展開した。
古角は第二次世界大戦後の砂糖販売統制解除を受けて洋菓子店を開いた際、ドイツ菓子やフランス菓子といった一般的な洋菓子店と異なる独自のカラーを打ち出そうとロシア風菓子に着目し、開業にあたっては当時のソ連対外文化交流協会から菓子の資料を取り寄せるなどした。古角は晩年に新聞社の取材に対し、帝政ロシア時代の小説家レフ・トルストイの大河小説『戦争と平和』で描かれたような、豪華な食文化の再現を考えていたと述べている。
また同社に技術指導を行ったボルシェビーク製菓工場職長（当時）のイェヴドキヤ・オージナによると、古角は戦時中日本海軍に従軍し、復員前に乗船したソ連船内でウォッカとレバー入りピロシキを口にしたのがロシア料理との最初の出会いだったと話していたという。
古角は日ソ国交回復直後の1957年にソ連を訪れてモスクワのレストランや菓子工場を視察し、帰国後、「モスクワの味」を自社のキャッチコピーとしてPRし、広く知られるようになった
。1970年には日本万国博覧会ソ連館のレストラン「レストラン・モスクワ」を受託運営し、その後は大阪・神戸・東京で「レストラン・モスクワ」および「レストラン・パルナス」を営んだ。
洋菓子需要の落ち込みや同業他社との価格・販売競争激化で売上高の減少が続いたことから、黒字・無借金経営を維持しつつ1990年代末に事業の縮小・整理を進め、1998年に工場を閉鎖した。2000年9月には最後まで唯一営業していた喫茶店併設の直営店「パルナスブッフェ曽根店」（豊中市曽根東町、阪急宝塚本線曽根駅近く）を閉店して事業を事実上終了し、2002年（平成14年）3月に企業清算を終えて解散した。事業整理に入る直前の1996年当時の直営店は、洋菓子店27店舗、喫茶店「パルナスブッフェ」7店舗であった。豊中市上津島の本社工場は2001年（平成13年）に解体され、跡地は分譲宅地となった。

### 会社清算後の動き
古角は企業清算にともなう残余財産の分配で、2003年に長者番付の全国33位に一度だけ公示された。古角は出身地の加西市に、キャラクター人形、CMソングのレコード、製品の運搬用トレーなどパルナス製菓に関連する物品と、ロシアの民芸品、絵画などの個人コレクションを寄贈した。これらの品々は、2003年に同市で開かれた「パルナス展&古角松夫コレクション展」で一般公開されたのをはじめ、有志主催の回顧展でたびたび公開されている。
菓子・パン分野における商標「パルナス」はパルナス製菓の登録商標だったが、商標権消滅後の2007年8月に東京都小平市の個人が新たに商標として出願し、2009年2月に登録された。一方、古角の出身地加西市でパルナス製菓の活動を伝える「パルナス復刻委員会」の有志は、キーホルダーやTシャツ類、衣服用バッジなどに用いる商標として、旧パルナス製菓が使用していた「パルナス」ロゴタイプおよび「パルちゃん」図案のマーク（パルナスマーク）を2017年6月に出願し、2018年1月に登録された。
2023年6月には、兵庫県宍粟市の咲ランドショッピングセンター1階フードコートで喫茶モンパルナスや「パルナス復刻委員会」の公認により往年の味を提供する「パルナスカフェ」がオープンした。

## テレビCM・広報
パルナス製菓は、1958年から「モスクワの味」のキャッチコピーを打ち出したユニークなCMソングとテレビコマーシャルを次々に制作し、近畿圏一円で知名度を高めたことでも知られる。古角によると、1957年の訪ソ時にハバロフスクから乗車したシベリア鉄道の車中で「モスクワの味」のコピーとCMの着想を得たという。
特に中村メイコとボニージャックスが歌ったロシア民謡調のCMソング「パルナスの歌」（作詞・作曲：津島秀雄）は、テレビアニメ『リボンの騎士』（本放送）、『アンデルセン物語』、『ムーミン』、世界名作劇場シリーズ（再放送）の近畿圏でのCMに十数年間にわたって用いたほか、藤山一郎とルナ・アルモニコによる「お誕生日の歌」など数々のCMソングを世に送り出して広く親しまれた。古角本人も自らの姓をロシア語風にもじった「スタリウーゴル」（Старыйугол：「古い角（かど）」）のペンネームで数々の自社CMソングの作詞を手がけた。
代表的なCMソングとなった「パルナスの歌」を用いたCMは1分間の長尺であったため、放送するには番組を1社単独で買い切ることが必要だった。このため1980年代以降は単発の特別番組などに限られて次第に登場頻度が減り、1990年代半ばにはCM放送自体を取りやめたため、ほとんど見られなくなった。また「パルナスの歌」自体も、非売品のソノシートや廃業時に関係者向けに配布した限定品CDの製作にとどまり、なかば「幻の歌」の状態となった。
一方で1994年にはABCテレビの『探偵!ナイトスクープ』がCMを取り上げるなど近畿圏の視聴者の関心は高く、「パルナスの歌」は廃業後の2007年、同番組で歌の存在を知ったキングレコード社員の手によって同社が発売したCD『心と耳にのこるCMのうた』に市販品として初めて収録された。このほか2006年にも、毎日放送のキャラクター「らいよんチャン」のCMに、「パルナスの歌」のメロディー・曲調をモチーフにした替え歌が採用された。

### マスコットキャラクター
パルナス製菓は大きな帽子をかぶった少年「パルちゃん」をマスコットキャラクターとして商標登録し、同じく同社のマスコットキャラクターであるポニーテールの少女「ピロちゃん」と共にテレビCMや店舗看板などに多く使用した。
「パルちゃん」のモデルはウクライナ・キエフ市出身でイルピン市育ちの絵本作家、ニコライ・ノーソフ（Николай Николаевич Носов、1908年 - 1976年）が、1954年から1966年にかけて発表した旧ソ連の代表的児童文学『ネズナイカの冒険』（Приключения Незнайки и его друзей）シリーズの主人公「ネズナイカ」（Незнайка、"何も知らない子"の意）で、ノーソフ本人からパルナス製菓に贈られたイラストが用いられた。

## オージナの技術指導
パルナス製菓は1970年代、ビスケットおよびトルテ・ケーキ類を製造していた旧ソ連最大の国営菓子メーカー、ボルシェビーク製菓工場（Кондитерская фабрика «Большевик»、現：モンデリーズロシア非公開株式会社ボルシェビークビスケット工場）のイェヴドキヤ・アンドレーヴナ・オージナ（Евдокия Андреевна Ожина、 1918年-2006年）を2度にわたり招き、ケーキ製法の技術指導を受けた。
当時、同工場トルテ・ケーキ職場（現：ヴェンスキー・ツェーフ非公開株式会社）の女性職長だったオージナは、国家重要行事などで歴代指導者や国際賓客など向けの記念ケーキ製造の指揮監督者を務めた食品業界社会主義労働英雄で、英国女王エリザベス2世、ベルギー王ボードゥアン1世にもケーキを献呈し、レーニン勲章を2度受章するなど同工場の歴史を代表する伝説的職長として今も知られている。パルナス製菓ではオージナによる技術指導を記念してCMソング「オージナケーキの歌」や社内向け記録映画『ようこそオージナさん』を制作した。
オージナは1980年にボルシェビーク製菓工場を退職し引退。2003年7月10日付のロシアの週刊紙『労働』（Труд）に掲載された回顧インタビュー記事で、オージナはパルナス製菓との思い出に触れ、「彼らは私を『パルナスママ』（Парнас-мама）と呼んだ。私が彼（古角）の菓子づくりの手助けに赴いたとき、彼は白いコック服を着た全従業員を並べて空港に巨大なコック帽を形づくり、その場いっぱいに『オージナさん万歳!』（Да здравствует Ожина-сан!）という横断幕を掲げた。それにロシア人の師匠が日本の同志たちに教える様子を映画に撮ることまでした。ペレストロイカが始まったとき、我が国の食糧棚が空であることを知った古角は、私に資金と食糧を送ってくれた」と振り返った。

## モンパルナス

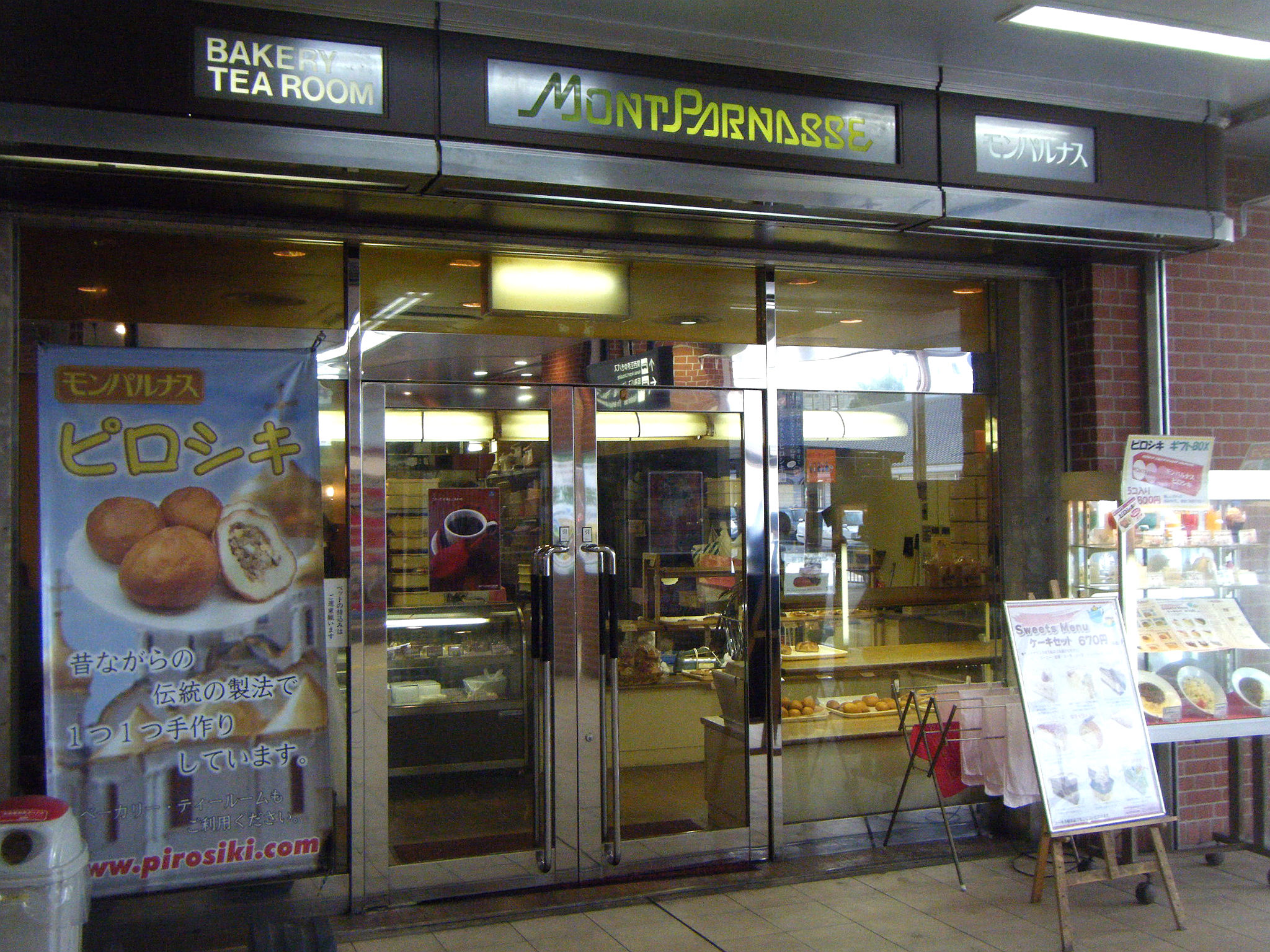
モンパルナス（旧店舗時代）

古角松夫の実弟である古角伍一（1994年死去）がパルナス製菓から独立する形で1974年（昭和49年）に兵庫県尼崎市に開店した喫茶店・製パン店。2021年（令和3年）現在、伍一の長男である古角武司（）が社長を務めるパルナス商事株式会社が運営。店名の「モンパルナス」はフランス語でパルナス山を意味する。
ボルシェビーク製菓工場の技術者がパルナス製菓に直伝したという「パルピロ」の製法を守ったピロシキを製造・販売している。ピロシキは百貨店の催事や通信販売なども行われている。
本家のパルナス製菓が廃業後も、開店以来47年間にわたり阪神尼崎駅構内にて営業を続けていたが、新型コロナウイルスの影響により喫茶部門の利用者が大きく減少し売上が激減した。
かつてのパルナス製菓を知るファンの支援で通信販売のピロシキ購入が一時的に話題になった一方、夜は営業しないため緊急事態宣言下での協力金も受け取れず、家賃の支払いにも窮する状態に陥ったことから、2021年3月31日に阪神尼崎駅の店を閉店したのち、同年5月1日、豊中市庄内西町2丁目に移転した。豊中市はかつてパルナス製菓の本社があった地だが、モンパルナスは尼崎の店で働いていた従業員の通勤の便やこれまでの常連客が来てくれることを考慮したという。
新店舗はインテリアデザイナーの職にある古角社長の長男が内装を手掛け、ロシア風の雰囲気を取り入れた。尼崎時代に65席あった喫茶部門は、新店舗では20席程度に規模を縮小し、ベーカリー部門のウェイトを拡大させた。ピロシキだけでなくハード系のパンやスイーツの販売も計画、パルナスグッズの販売も開始した。また、加西市の有志による「パルナス復刻委員会」と協力し、パルナスゆかりの品々を並べたコーナーも設けている。